# عيد الجمهورية (الهند)
عيد الجمهورية في الهند هو احتفال بتاريخ تفعيل العمل بالدستور الهندي الذي تم استبداله بقانون حكومة الهند وثيقة 1935 في يوم 26 يناير 1950.
تم اختيار تاريخ 26 يناير نسبة إلى تاريخ إعلان الاستقلال في عام 1930 في لاهور. تم إعلان العمل بالدستور الجديد في الهند، والتي وافقت عليها الجمعية التأسيسية ، بتاريخ في 26 يناير، 1950، وهو اليوم التي أصبحت فيه الهند جمهورية. وهو واحد من الأعياد الوطنية الثلاث في الهند.
في حين أن الاحتفال الرئيسي يقام في العاصمة ، نيودلهي, إلا أن الكثير من المدن الكبرى في الهند في مختلف ولاياتها الاثنتي والعشرين تنظم احتفالات خاصة بها في هذا التاريخ.